# Paolino (console 498)
Flavio Paolino (latino: Flavius Paulinus; fl. 498-511) è stato un politico romano durante la dominazione ostrogota dell'Italia.

## Biografia
Esercitò il consolato nel 498, assieme al prescelto della corte d'Oriente, Giovanni Scita; nel 510 ricevette il rango di patricius.
Tra il 507 e il 511 fu accusato da Quinto Aurelio Memmio Simmaco e Rufio Postumio Festo, ma il reato contestatogli non è noto. Era amico e sostenitore di papa Felice III. Teodorico il Grande gli trasferì la proprietà di tutti i granai inutilizzati di Roma. Forse Boezio si riferisce a lui quando dice di aver protetto le proprietà di un certo Paulinus dall'avidità dei cortigiani (Boezio, Consolazione della filosofia, i.4.13).